# Ервін Вандендалє
Ервін Вандендалє (нід. Erwin Vandendaele, нар. 5 березня 1945, Мец) — бельгійський футболіст, що грав на позиції півзахисника. Футболіст року в Бельгії (1971). По завершенні ігрової кар'єри — тренер.
Виступав, зокрема, за «Андерлехт», з яким став володарем Кубка володарів кубків УЄФА та Суперкубка УЄФА, а також національну збірну Бельгії, з якою був учасником чемпіонату світу 1970 року і бронзовим призером чемпіонату Європи 1972 року.

## Клубна кар'єра
Народився в сім'ї бельгійки Ірми Вандендалє та німецького солдата, який загинув під час Другої світової війни ще до його народження Ервіна. По завершенні війни переїхав з матір'ю до Бельгії у місто Гавере, де його виховували бабуся і дідусь. Там 9-річний Ервін почав грати у футбол у клубі РК «Гавере». У 1964 році молодий нападник перейшов у «Брюгге» за 900 тис. бельгійських франків.
З сезону 1965/66 став основним гравцем «Брюгге», взявши загалом участь у 253 матчах чемпіонату. Більшість часу, проведеного у складі «Брюгге», був основним гравцем команди. За цей час виборов титул чемпіона Бельгії у сезоні 1972/73 і двічі вигравав Кубок Бельгії з «Брюгге» в 1968 і 1970 роках.
1974 року Ервін перейшов до головного конкурента, клубу «Андерлехт», за 10 млн. бельгійських франків. З 1975 року, після уходу Поля ван Гімста, Вандендалє став новим капітаном брюссельців. У 1975 році він виграв Кубок Бельгії з «пурпурно-білими» та Кубок володарів кубків через рік, хоча і пропустив фінал єврокубку через травму. На початку червня 1976 року «Андерлехт» знову виграв Кубок Бельгії, перемігши у фіналі «Лірс» (4:0), а Вандендалє забив третій гол. У Суперкубку УЄФА 1976 року, наприкінці серпня, вони перемогли з рахунком 4:1 «Баварію» (Мюнхен). Наступного сезону фіолетово-білі знову потрапили у фінал Кубка володарів кубків. Цього разу Вандендалє був на полі, але клуб програв «Гамбургу» з рахунком 0:2.
Після програного фіналу Вандендалє перейшов у французький «Реймс». Вже через рік він повернувся до Бельгії, де став гравцем клубу другого дивізіону «Гент», провівши там два роки, а завершив ігрову кар'єру у команді «Турне», за яку виступав протягом 1980—1981 років.

## Виступи за збірну
Не провівши жодного матчу у складі національної збірної Бельгії, Ервін поїхав з командою на чемпіонат світу 1970 року у Мексиці, але і там на поле не виходив. Лише 15 листопада 1970 року дебютував в офіційних матчах за збірну в товариській грі проти Франції (1:2).
За два роки Вандендалє поїхав і на дебютний для бельгійців домашній чемпіонат Європи 1972 року, на якому зіграв в обох матчах своєї збірної, а команда здобула бронзові нагороди.
Загалом протягом кар'єри у національній команді, яка тривала 8 років, провів у її формі 32 матчі, забивши 1 гол.

## Кар'єра тренера
По завершенні ігрової кар'єри залишився у «Турне», очоливши команду, а 1983 року став головним тренером «Гента», де пропрацював один рік.
Згодом протягом тренерської кар'єри також очолював невеликі бельгійські команди «Гарелбеке», «Дейнзе», «Моленбек», «Буссу Дур» та «Кортрейк», а останнім місцем тренерської роботи був клуб «Сінт-Ніклас», головним тренером команди якого Ервін Вандендалє був з 2004 по 2005 рік.
З 2005 року став працювати скаутом «Гента».

## Титули і досягнення
- Чемпіон Бельгії (1):

«Брюгге»: 1972–73
- Володар Кубка Бельгії (4):

«Брюгге»: 1967–68, 1969–70
«Андерлехт»: 1974–75, 1975–76
- Володар Кубка Кубків УЄФА (1):

«Андерлехт»: 1975–76
- Володар Суперкубка УЄФА (1):

«Андерлехт»: 1976